# 1900 Каћуша
1900 Каћуша (енгл. 1900 Katyusha) је астероид главног астероидног појаса чија средња удаљеност од Сунца износи 2,209 астрономских јединица (АЈ).
Апсолутна магнитуда астероида је 12,2.